# 绣球舞
绣球舞是一种壮族民间歌舞，盛行于广西西南部地区。绣球舞在歌圩中进行，是歌圩进入高潮的表现，一般是对歌到了情投意合时，姑娘裁歌载舞，将自己亲手精心绣制的花球，抛向意中人。小伙子接到绣球后，如感到满意，就在球上扎一手帕，也载歌裁舞地又将球抛给姑娘。然后唱约公歌，相约到清静的地方去谈情说爱，或约定日期地点再表达深情厚意。